# Space Marine (Warhammer 40,000)

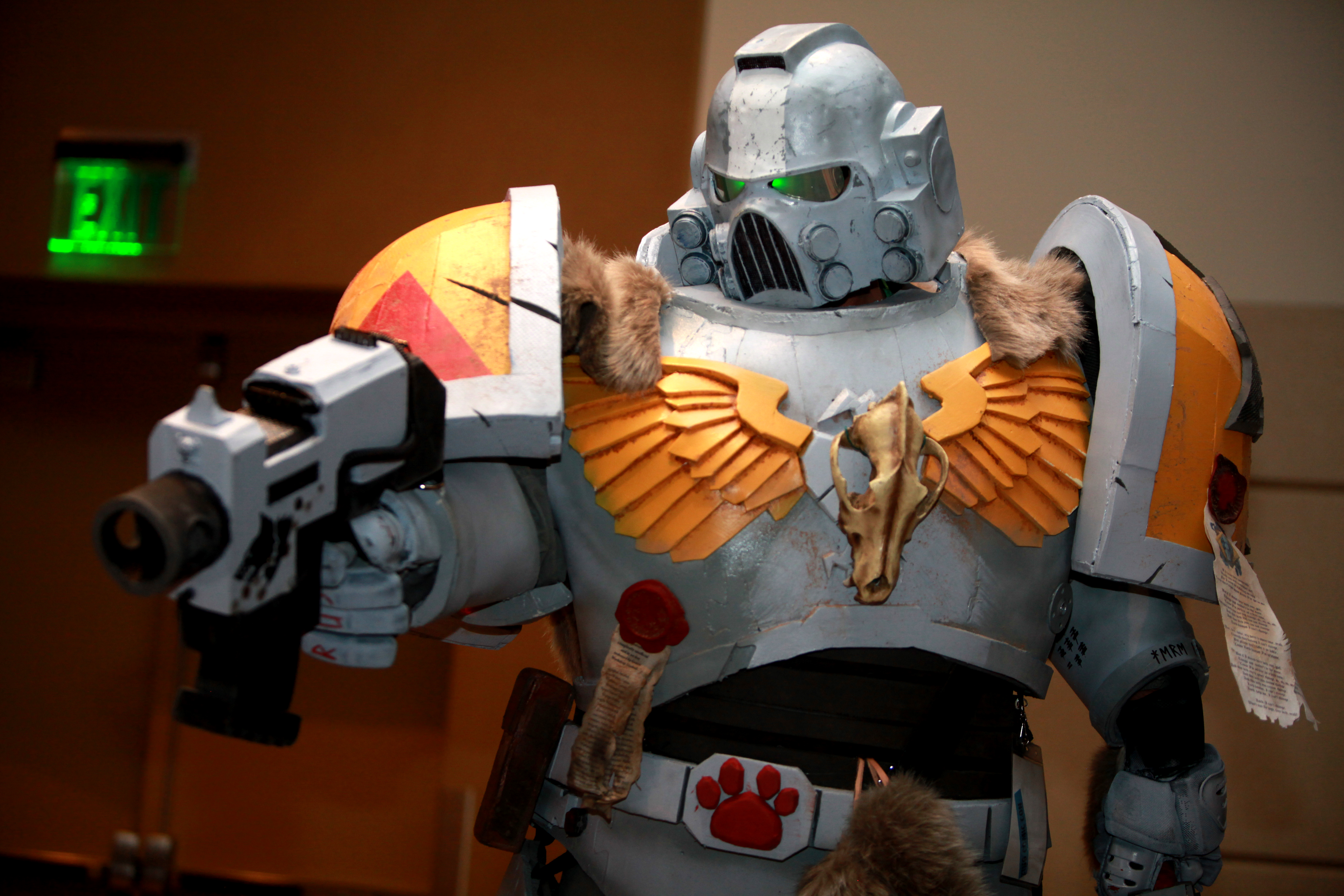
Cosplay d'un soldat Space Marine.

Dans l'univers de fiction du jeu de figurines fantastiques Warhammer 40,000 créé par Games Workshop, les Space Marines (ou Adeptus Astartes) sont les soldats d'élite de l'Imperium de l'humanité.
Au sein du wargame avec des miniatures Warhammer 40,000, les Space Marines sont l'une des factions jouables qui peuvent être utilisées.
Ce sont les personnages les plus connus et les plus populaires de Warhammer 40,000, toujours présents dans les illustrations et le kit de démarrage de chaque édition du jeu, et dans les autres jeux de société dérivés tels que Space Hulk et Epic (à l'exception de la 2e édition Titan Legions), et des jeux dérivés plus simples tels que le jeu de plateau Space Crusade. De même, ce sont les protagonistes les plus populaires des fictions dérivées de cet univers, telles que les romans et les jeux vidéo basés sur la franchise Warhammer 40,000.

## Descriptif fictionnel

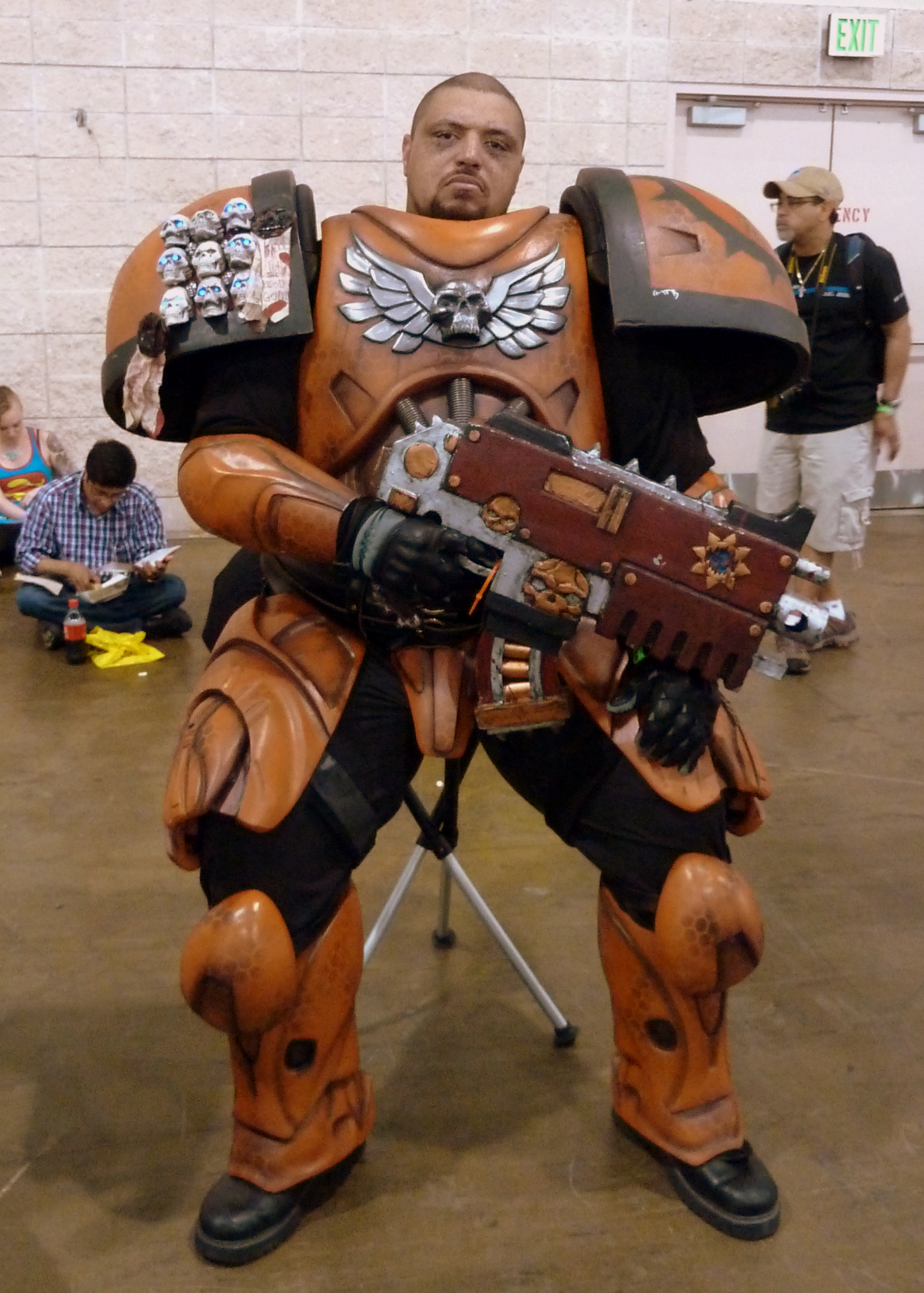
Cosplay d'un soldat Space Marine sans son casque, armé de son Bolter.

Dans l'univers de Warhammer 40,000, les Space-Marines sont des surhommes transformés par l'application de la thérapie génique et de modifications chirurgicales, ce qui les rend bien plus forts, rapides et endurants qu'un humain ordinaire.
Bien qu'ayant accès à une variété d'armes et d'équipements, un Space Marine est généralement équipé d'une arme de poing appelé Bolter et d'une armure mécanisée intégrale, aux couleurs souvent vives et finement décorées. Chaque Space Marine est endoctriné pour révérer avec ferveur l'Empereur de l'Humanité (le monarque divin de l'Imperium), et suivre avec rigueur les règles dictées par le traité connu sous le nom de Codex Astartes.

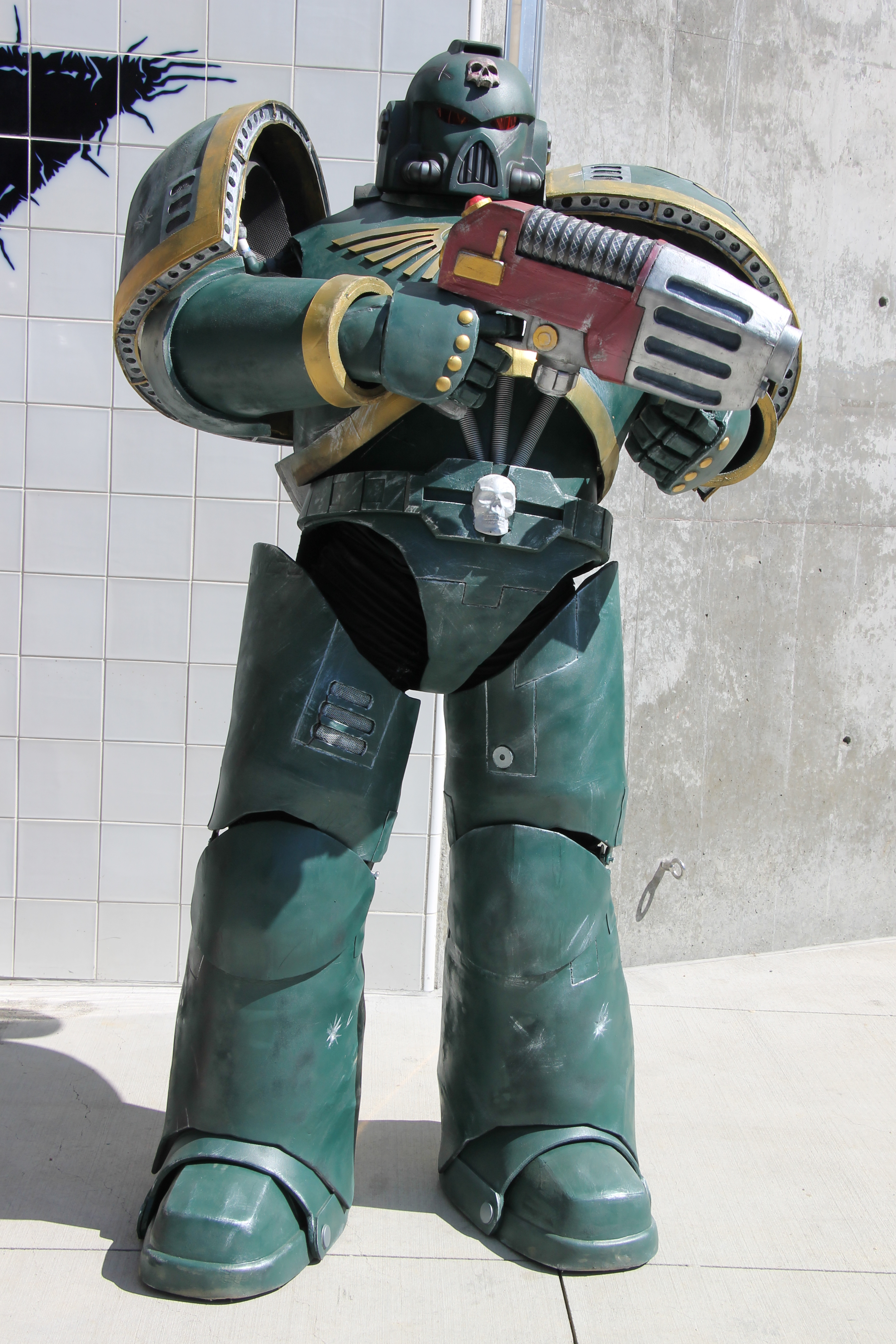
Cosplay d'un soldat Space Marine.

Les Space Marines combattent au sein d'unités militaires appelées « Chapitres », qui comptent chacun environ mille guerriers. Chaque Chapitre est une organisation autonome, chargée de protéger un secteur de l'Imperium (l'univers dans lequel se déroule le jeu), dans lequel ils peuvent se fournir en recrues et matériel. Beaucoup de Chapitres ont également tendance a y établir un quartier général qu'ils nomment « Forteresse-Monastère ».
Au combat, les Space Marines sont des troupes de choc, possédant une grande force de frappe et sont d'excellents stratèges, et même une escouade réduite de ces soldats reste très dangereuse à affronter.
Certains Space Marines, qui ont trahi l'Imperium et servent depuis les dieux du Chaos (les ennemis de l’humanité dans cet univers), sont connus sous le nom de Space Marines du Chaos (« Chaos Space Marines » en VO) ou Hereticus Astartes.

## Historique de la publication

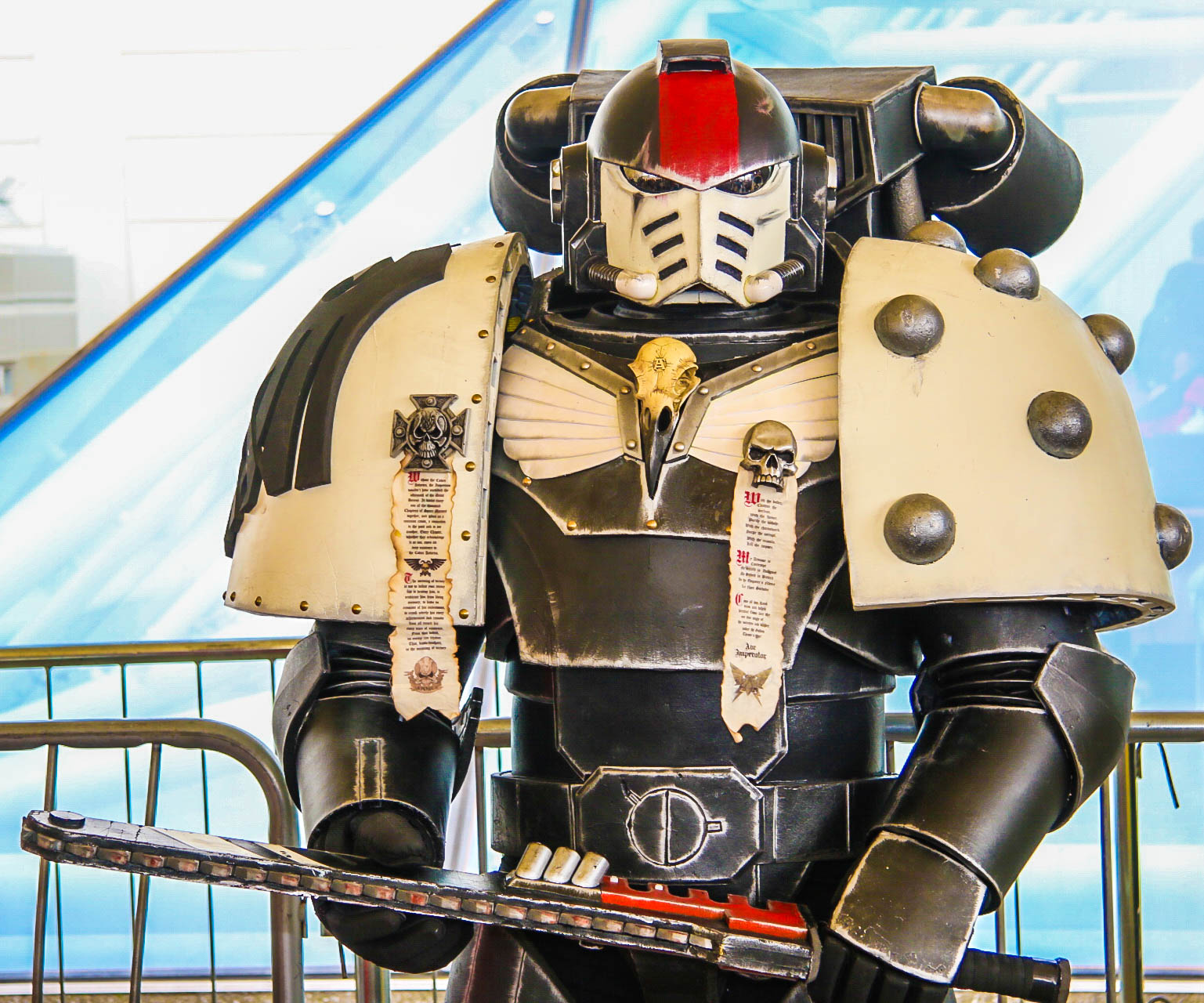
Cosplay d'un soldat Space Marine

Les Space Marines sont introduits pour la première fois par l'écrivain britannique Rick Priestley (en) dans l'ouvrage Warhammer 40,000: Rogue Trader (en) (1987), la première édition du jeu sur table de figurines fantastiques Warhammer 40,000 développé par Games Workshop.
Par la suite, c'est en 1990 avec l'ouvrage Realm of Chaos:The Lost and the Damned de Rick Priestley et Bryan Ansell (en) qu'est racontée l'histoire des Space Marines. Le livre présente les 20 légions Space Marines originales ainsi que leurs Primarques (leurs chefs). Il décrit également pour la première fois l'Hérésie d'Horus, un événement fictif de cet univers sur une guerre civile au 30e millénaire, au cours de laquelle neuf des légions de l'Imperium sur 18 se convertissent au culte des dieux du Chaos et se rebellent contre l'Empereur de l'humanité.
Deux des 20 Légions originales et leurs Primarques respectifs ne sont pas nommés et sont décrits comme « expurgés » des archives de l'Imperium. Rick Priestley a expliqué que c'était pour illustrer la pratique de l'Imperium consistant à effacer les événements et les chiffres embarrassants ou incriminants des archives impériales (damnatio memoriae).

« Pour moi, l'arrière-plan de [Warhammer 40,000] a toujours été destiné à être ironique. [...] Le fait que les Space Marines aient été salués comme des héros au sein de Games Workshop m'a toujours amusé, car ils sont brutaux, mais ils se trompent aussi complètement. Toute l'idée de l'Empereur est que vous ne savez pas s'il est vivant ou mort. Tout l'Imperium pourrait fonctionner sur la superstition. Il n'y a aucune garantie que l'Empereur soit autre chose qu'un cadavre avec une capacité mentale résiduelle pour diriger un vaisseau spatial. Il y a des parallèles avec les croyances et les principes religieux, et je pense que beaucoup de choses ont été manquées et écrasées. »

— Rick Priestley, dans une interview avec Unplugged Games en décembre 2015.

## Apparitions dans d'autres médias

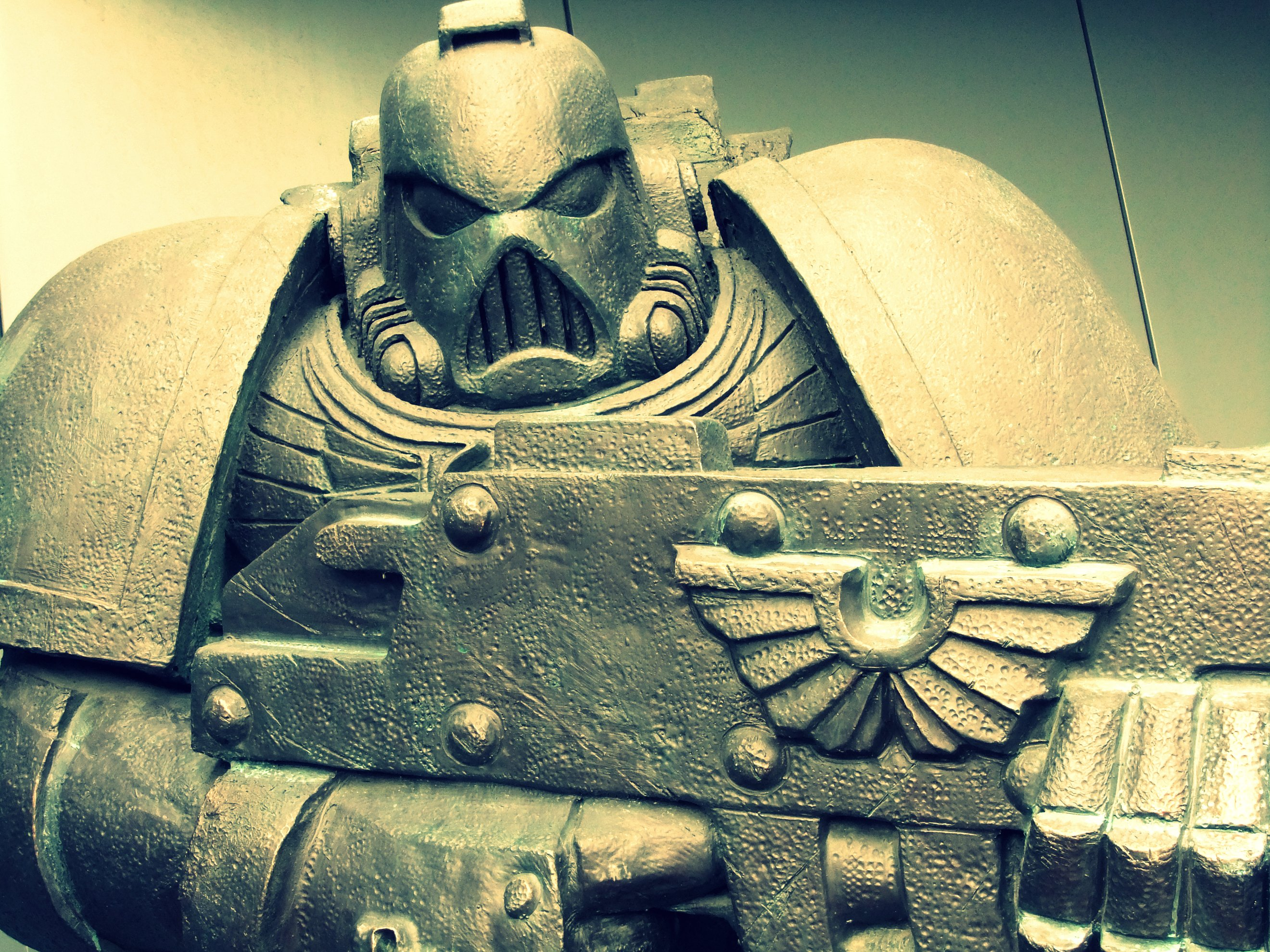
Statue représentant un soldat Space Marine.

### Cinéma et télévision
- Ultramarines (« Ultramarines: A Warhammer 40,000 Movie » en VO), film en animation de synthèse (2010) de Martyn Pick, sorti directement en DVD.
- (en) Astartes, film d'animation amateur issu de la communauté de fans de Games Workshop[3].

### Jeux vidéo
Parmi les nombreux jeux vidéo issus de la franchise Warhammer 40,000, on peut notamment citer :
- 1993 : Space Hulk, un jeu développé et publié par Electronic Arts basé sur le jeu de plateau Space Hulk, publié en France en 1992.
- 2004 : Warhammer 40,000: Dawn of War, une série de jeux développée sur PC par Relic entertainement et édité par THQ, ce RTS permet d'incarner plusieurs factions (Space Marine, Orks, Eldars et Chaos). La campagne principale introduit le chapitre des Space Marine Blood Ravens. Plusieurs extension et suite permettent de d'agrandir les factions jouables[4].
- 2011 : Warhammer 40,000: Space Marine, un jeu de Relic Entertainment basé sur cet univers de fiction, dans lequel une faction Space Marine (les Utramarines) est mise en vedette, avec notamment le personnage principal du capitaine Titus.
- 2016 : Space Hulk: Deathwing, un jeu développé par Streum On Studio et Cyanide. Le joueur incarne un Archiviste des Deathwing, la 1re compagnie de la légion Space Marine des Dark Angels ; sa compagnie devra affronter des Genestealers, des aliens de la race des Tyranides.
- 2024 : Warhammer 40,000: Space Marine 2, un jeu de Saber Interactive et Focus Entertainment qui voit le retour du Capitaine Titus des Ultramarines de l'opus précédent.